# Смілка червона
Смілка червона (Silene dioica) — вид трав'янистих рослин родини Гвоздичні (Caryophyllaceae). Етимологія: грец. δίς — «дво», грец. οικοϛ — «дім»; dioica — «дводомний».

## Опис
Багаторічні рослини, коротко кореневищні, 20–60 см заввишки. Стебла висхідні нерозгалужені–малорозгалужені, з довгими і м'якими волосками, горішня частина темно-червона. Листя протилежні, прикореневі й найнижчі стеблові листки довгочерешкові, найбільш верхні листки безчерешкові; листова пластина овально-еліптична–вузько-яйцеподібна, з цілими краями, м'якошерста. Суцвіття 3–20-квіткові. Квітка: рослини дводомні (маточкові й тичинкові квіти на різних рослинах). Квіти червоні (іноді білі), 20–25 мм діаметром; пелюсток 5; тичинок 10; без аромату. Плоди — досить округло бочкоподібні, золотисто-коричневого кольору, довжиною 9–14 мм, 10-дольні капсули. Насіння від темно-коричневого до чорного кольору, широко ниркоподібне, 1–1.6 мм. 2n = 24.

## Поширення
Європа (Білорусь, Естонія, Латвія, Литва, Росія, Україна, Австрія, Бельгія, Чехія, Німеччина, Угорщина, Нідерланди, Польща, Словаччина, Швейцарія, Данія, Фінляндія, Ірландія, Норвегія, Швеція, Велика Британія, Боснія і Герцеговина, Болгарія, Хорватія, Італія, Македонія, Чорногорія, Румунія, Сербія, Словенія, Франція, Іспанія); Марокко. Введений: Північна Америка (Канада, США), Австралія, Нова Зеландія, Бразилія (Ріо-Гранде-ду-Сул), Аргентина (Буенос-Айрес, Вогняна Земля). Також культивується.
Населяє рідколісся, огорожі, сади, річкові береги, відкриті смітники.

## Галерея

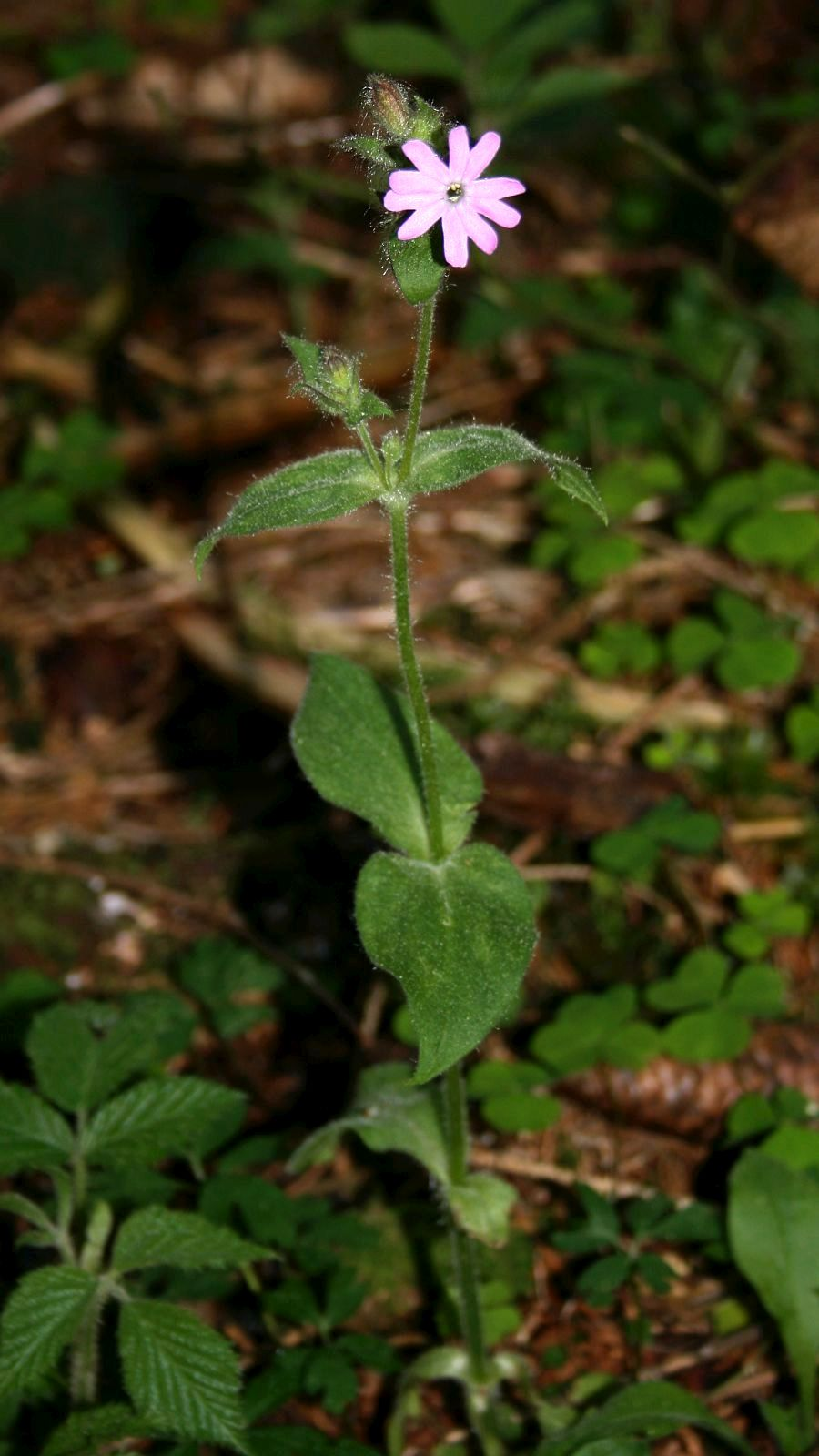
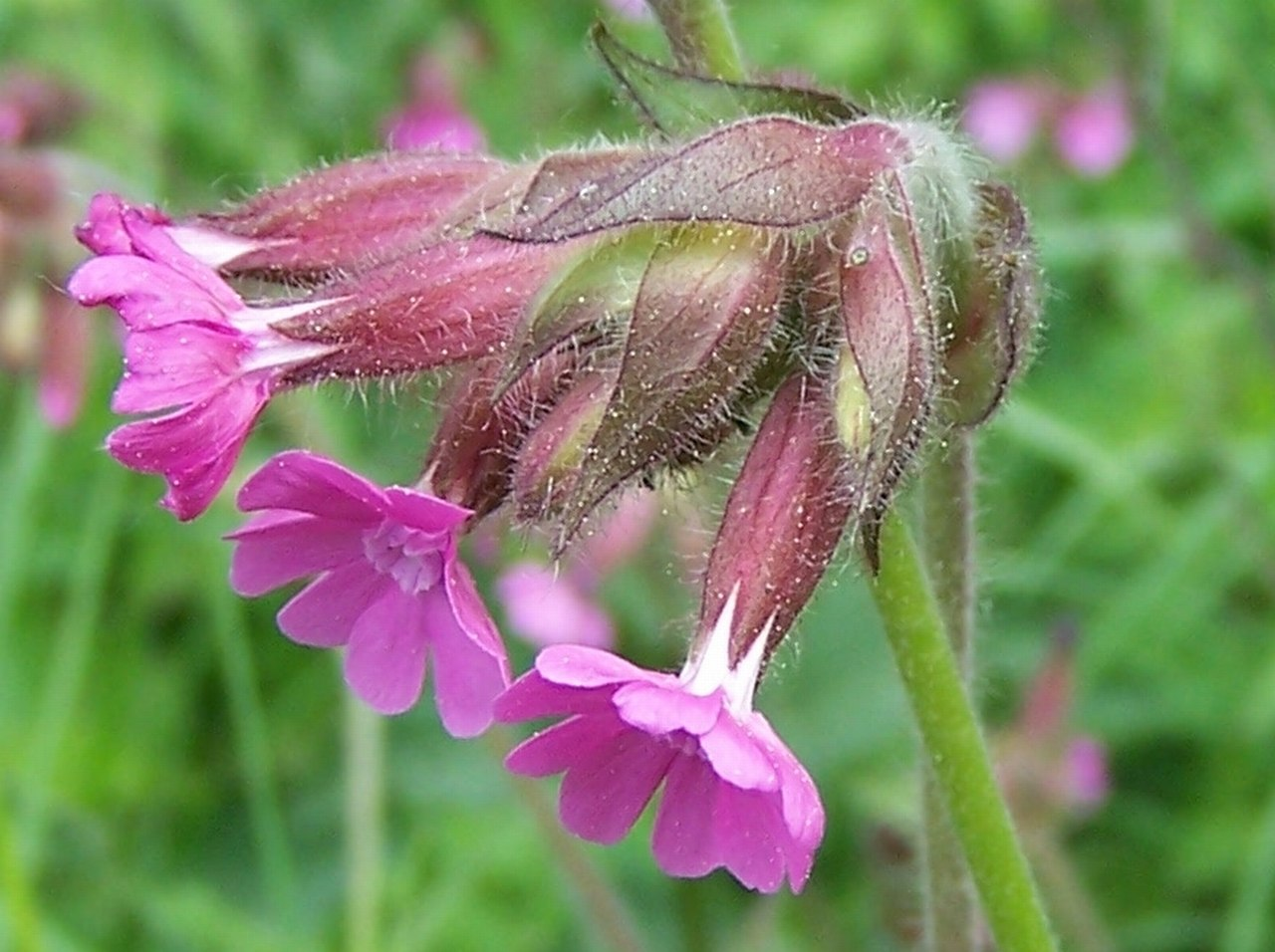
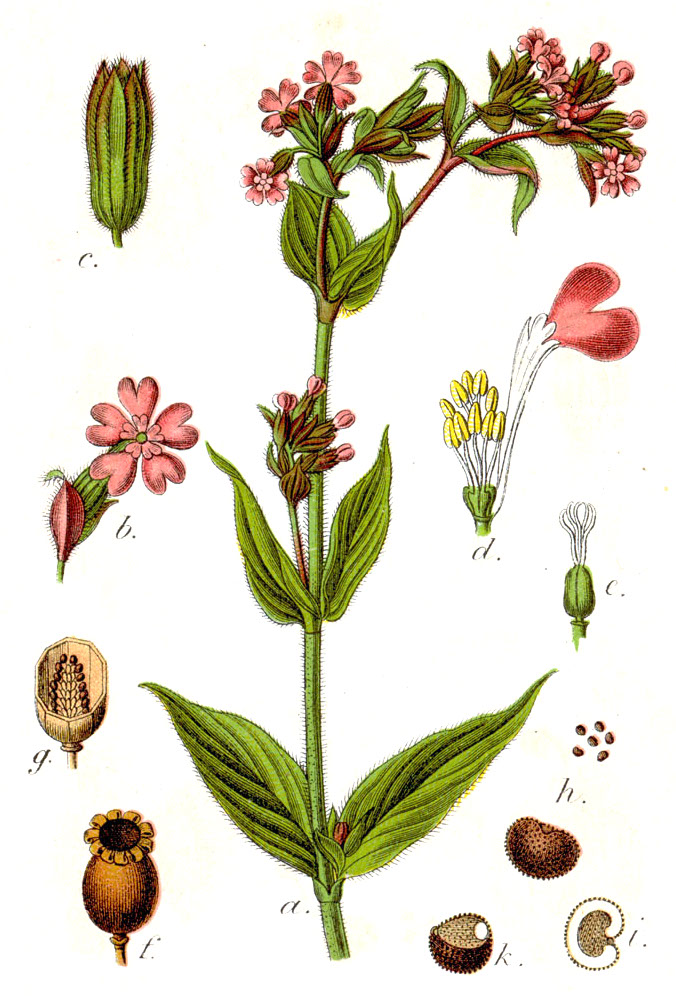